# Grupo Servicio Marítimo

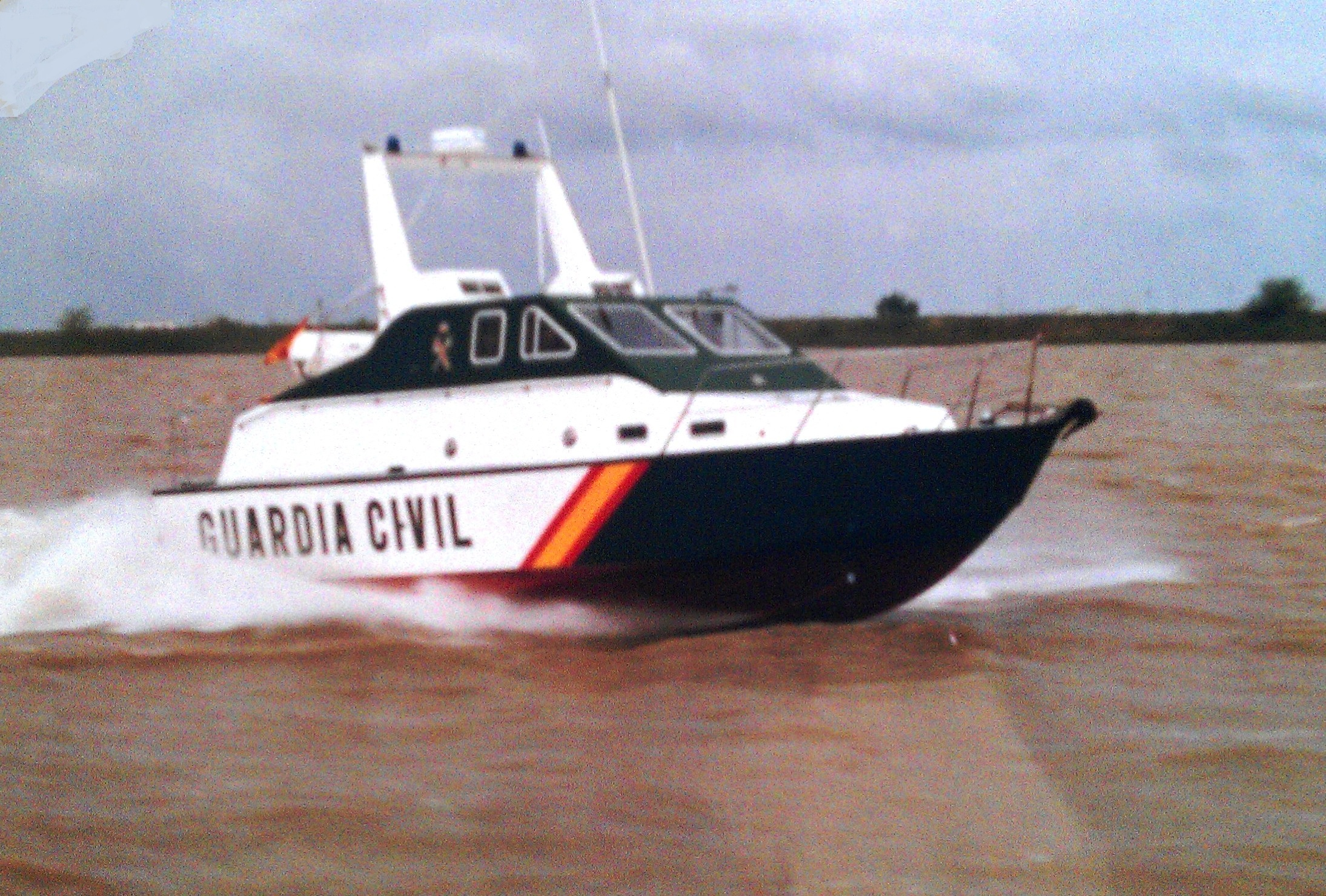
Patrouillenboot der Guardia Civil

Die Grupo Servicio Marítimo (SEMAR) der Guardia Civil ist die nationale Küstenwache Spaniens.
Der Auftrag der SEMAR beschränkt sich auf alle polizeilichen Aufgaben im Bereich der spanischen Hoheitsgewässer. Für alle Zollangelegenheiten ist der Servicio de Vigilancia Aduanera zuständig. Die SEMAR unterstützt die nationale Seenotrettungsorganisation Sociedad de Salvamento y Seguridad Marítima bzw. Salvamento Marítimo (SASEMAR) bei Seenotfällen. Die Koordination aller SAR-Bereiche liegt bei der SASMAR, die auch mehrere Maritime Rescue Coordination Centres (MRSC) betreibt.
Rund 1100 Beamte dienen der SEMAR und sie betreibt eine Flotte von 67 Patrouillenbooten und Schnellbooten.

## Sonderfall Galicien
Die Autonome Region Galicien hat seit 2004 eine eigene Küstenwache, den Servizo de Guardacostas de Galicia oder kurz Guardacostas de Galicia. Die Behörde arbeitet im Auftrag des galicischen Parlamentes und erfüllt die Aufgaben der Wasserschutzpolizei, Seenotrettung und der Fischereiaufsicht sowie des maritimen Umweltschutzes (MARPOL). Die Guardacostas de Galicia verfügt über eine Flotte von mehr als 20 Schiffen und drei Helikoptern. Stationiert sind sie in Viveiro, Ferrol, A Coruña, Muxía, Porto do Son, Ribeira, Vilagarcía de Arousa, Pontevedra und Vigo.